# Tristan et Yseult (film italien, 1911)
 (juillet 2025).
Pour les articles homonymes, voir Tristan et Yseult.
Ne doit pas être confondu avec Tristan et Yseult (film, 1911).
Pour plus de détails, voir Fiche technique et Distribution.
Tristan et Yseult (titre original : Tristano e Isolda) est un film italien réalisé par Ugo Falena, sorti en 1911. 
Ce film muet en noir et blanc est l'adaptation cinématographique de la légende celtique de Tristan et Iseut.

## Fiche technique
- Titre original : Tristano e Isolda
- Réalisation : Ugo Falena
- Scénario : Ugo Falena
- Société de production : Film d'Arte Italiana
- Société de distribution : Film d'Arte Italiana (Italie) ; Pathé Frères (France)
- Pays d'origine :  Royaume d'Italie
- Langue : italien
- Format : Noir et blanc – 1,33:1 – 35 mm – Muet
- Genre : film d'aventure
- Longueur de pellicule : 620 m (2 bobines)
- Durée : 28 minutes
- Année : 1911
- Dates de sortie :
  -  Royaume d'Italie : 1911
  -  Espagne : 11 octobre 1911
  -  Royaume-Uni : 14 octobre 1911
  -  France : 24 novembre 1911
- Autres titres connus :
  -  Espagne : Tristán é Isolda
  -  Royaume-Uni : Tristan and Isolda

## Distribution
- Giovanni Pezzinga : Tristan (Tristano)
- Francesca Bertini : Yseult (Isolda)
- Serafino Mastracchio : le roi Marc'h
- Bianca Lorenzoni : Rosen